# Трейси (город, Миннесота)
Трейси (англ. Tracy) — город в округе Лайон, штат Миннесота, США. На площади 5,8 км² (5,6 км² — суша, 0,2 км² — вода), согласно переписи 2002 года, проживают 2268 человек. Плотность населения составляет 403,5 чел./км².
- Телефонный код города — 507
- Почтовый индекс — 56175
- FIPS-код города — 27-65308[1]
- GNIS-идентификатор — 0653262[2]